# Galatella meyendorffii
Galatella meyendorffii là một loài thực vật có hoa trong họ Cúc. Loài này được Regel & Maack mô tả khoa học đầu tiên năm 1861.